# Jordan-Hare Stadium
Das Jordan-Hare Stadium ist ein College-Football-Stadion auf dem Campus der Auburn University in Auburn, im US-Bundesstaat Alabama. Es dient als Austragungsort für die Heimspiele des College-Teams Auburn Tigers der NCAA. Die Sportanlage hat eine Zuschauerkapazität von 88.043. Benannt wurde das Spielstätte nach Ralph Jordan, dem erfolgreichsten Footballtrainer der Universität, und Cliff Hare, einem Mitglied der ersten Footballmannschaft der Auburn University. 2005 erhielt das Spielfeld den Namen Pat Dye Field nach dem früheren Spieler und Trainer Pat Dye. Seitdem trägt das Stadion den vollen Namen Pat Dye Field at Jordan-Hare Stadium.

## Geschichte
Das Stadion wurde 1939 mit einer Kapazität von 7.290 Plätzen gebaut. Andere Quellen geben 15.000 Plätze an. Die ursprüngliche Bezeichnung hieß Auburn Stadium und wurde 1949 durch Cliff Hare Stadium ersetzt. Zu dieser Zeit betrug die Kapazität bereits 21.500. Im Jahr 1951 wurde Ralph Jordan Trainer der Tigers und war dies auch 1973 noch, als das Stadion nach ihm benannt wurde. 
Mit den Erweiterungen des westlichen Oberrangs 1980 und des östlichen Oberrangs 1987 wurde das Stadion das größte im Bundesstaat Alabama und blieb dies bis 2006, als das Bryant-Denny Stadium der University of Alabama auf 92.138 Plätze erweitert wurde. Vor der Saison 2007 wurde für 2,9 Mio. US-Dollar eine High-Definition-Videowand in der südlichen Endzone installiert.

## Galerie

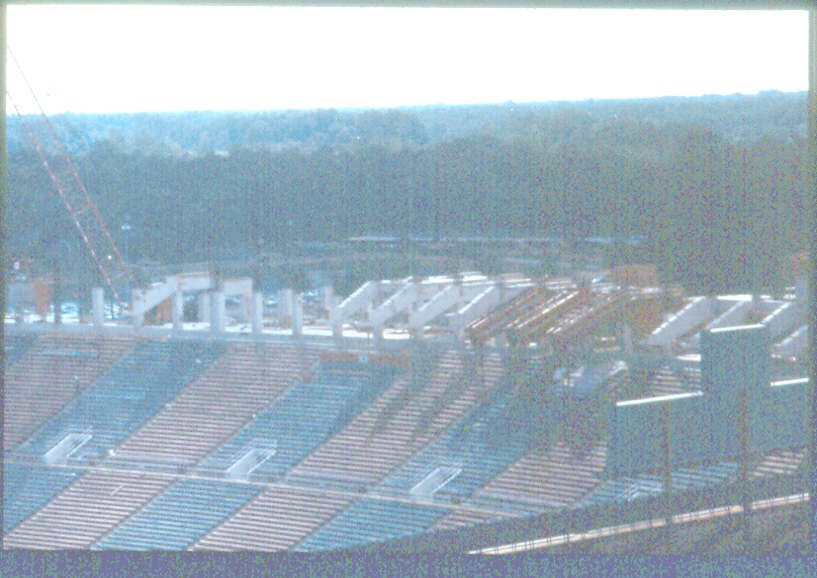
Bauarbeiten zur Stadionerweiterung im November 1979.
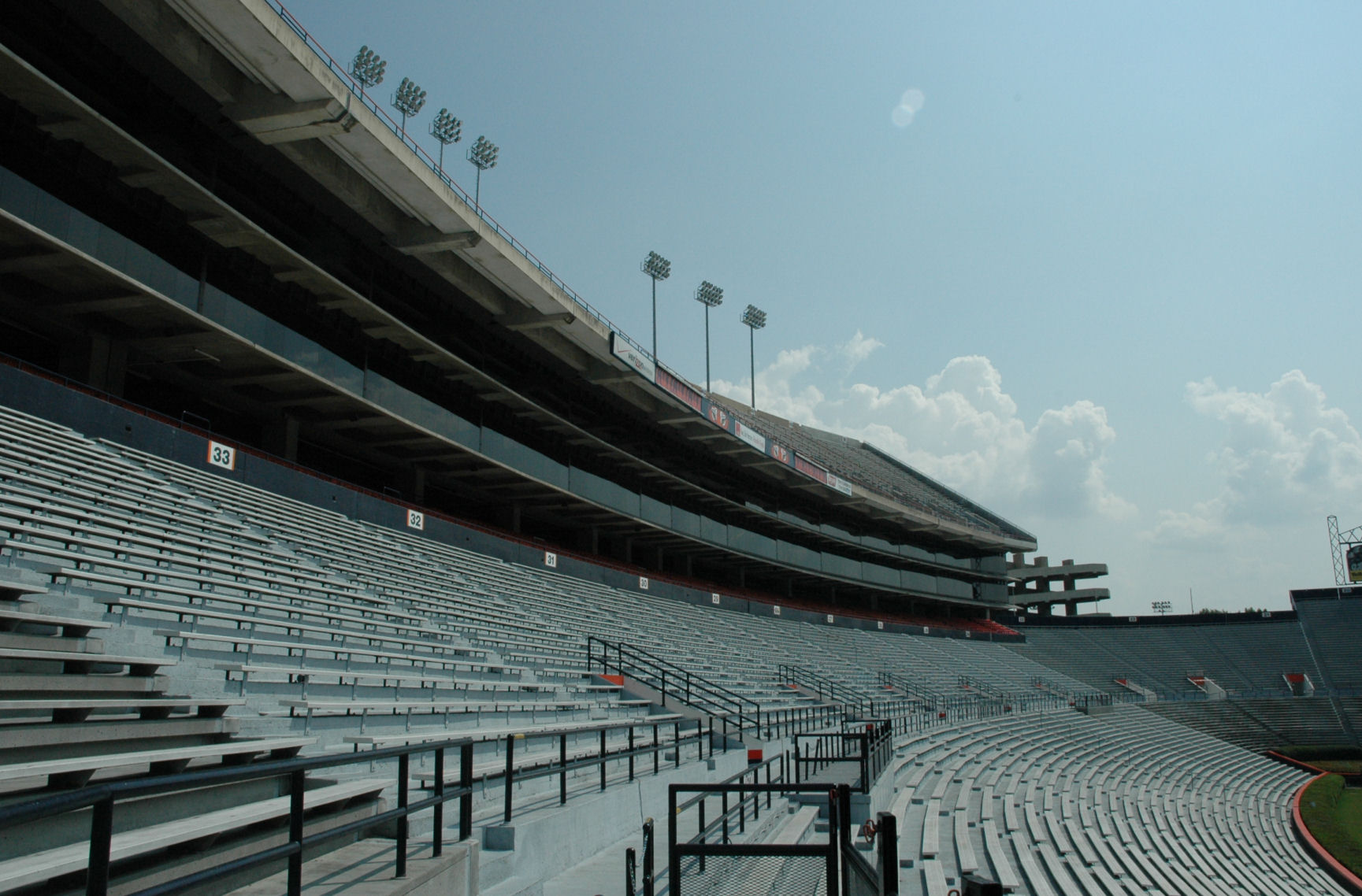
Die Zuschauerränge im Osten (2005).
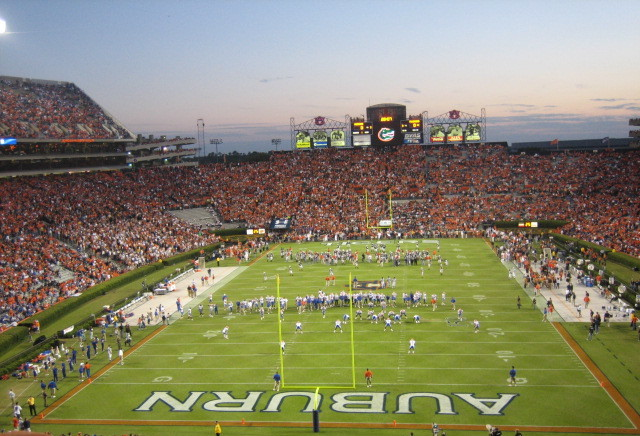
Vor dem Spiel der Auburn Tigers gegen die Florida Gators am 14. Oktober 2006.
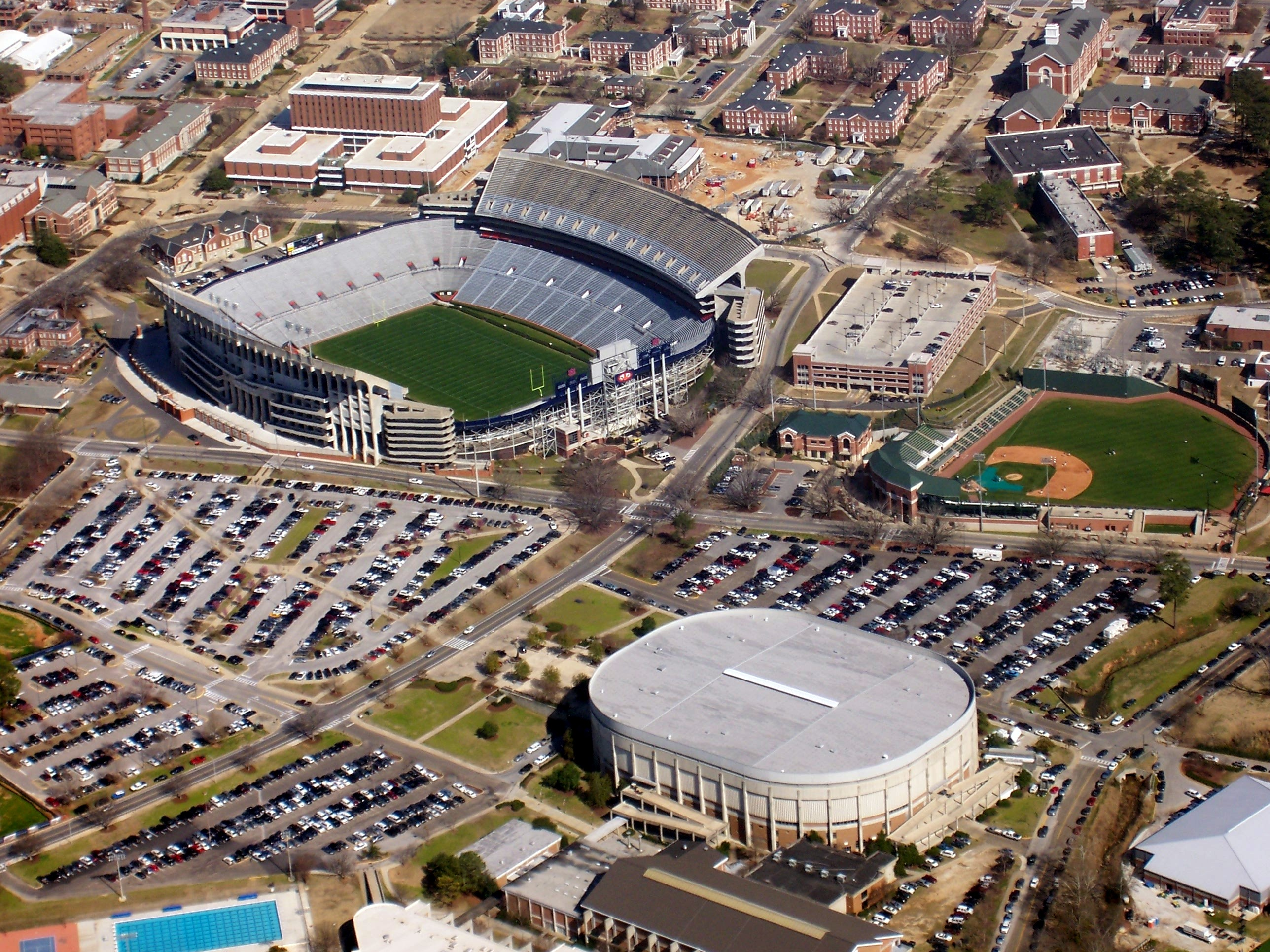
Blick auf die Sportanlagen der Auburn University. Das Baseballstadion Samford Stadium-Hitchcock Field at Plainsman Park neben dem Jordan-Hare Stadium. Die Mehrzweckhalle Beard-Eaves-Memorial Coliseum für Basketball und Turnen südöstlich des Footballstadions (2008).